# Lucian Truscott
Lucian King Truscott, Jr. (9 janvier 1895 - 12 septembre 1965) était un général de l'US Army pendant la Seconde Guerre mondiale.
Après sa carrière militaire, il écrivit quelques livres comme « Command Missions »  (ISBN 0-89141-364-2) et « The Twilight of the U.S. Cavalry »  (ISBN 0-7006-0932-6).

## Jeunes années
Truscott est né à Chatfield, au Texas, d'un père anglais et de mère irlandaise, et a rejoint l'armée en 1917. Après une formation d'officier, il fut nommé sous-lieutenant de cavalerie, et a servi dans différentes affectations au sein de la cavalerie et de l'état-major entre la Première Guerre mondiale et la Seconde Guerre mondiale. Il a épousé Sarah Nicolas Randolph le 27 mars 1919.

## Seconde Guerre mondiale
En 1942, le colonel Truscott a joué un rôle dans l'élaboration d'une unité commando américain calquée sur les unités de Commandos britanniques. Nouvellement promu brigadier-général, Truscott activa l'unité le 19 juin 1942 en tant que 1er Bataillon de Rangers américain sous le commandement de William Orlando Darby.
Le 8 novembre 1942, en tant que major général, il a dirigé les 9 000 hommes du 60e régiment d'infanterie et du 66e régiment blindé dans les débarquements de Mahdia et Port Lyautey au Maroc, qui faisait partie de la Force Ouest sous commandement du général George Patton lors de l'opération Torch.

### 3edivisiond'infanterie
Truscott a pris le commandement de la 3e division d'infanterie en avril 1943, et a supervisé la préparation de l'invasion de la Sicile, l'Opération Husky. Il était connu comme un formateur très dur, ce qui fit de la 3e division d'infanterie une unité de très haut niveau. Il a dirigé sa division à l'assaut de la Sicile en juillet 1943. Là, sa méthode d'entraînement porta ses fruits puisque sa division couvrit de grandes distances à travers les terrains montagneux à une vitesse rapide. Le fameux Truscott Trot était un rythme de marche de 8 km/h sur 1,5 km, puis 6 km/h, soit beaucoup plus rapide que la norme habituelle de 4 km/h. La 3e Division d'infanterie fut considérée par beaucoup comme la division la mieux entraînée et dirigée de la 7e armée. À la mi-septembre 1943, neuf jours après le débarquement allié initial, il dirigea sa division lors du débarquement à Salerne sur l'Italie continentale lors de l'Opération Avalanche.

### Sixième Corps d'armée

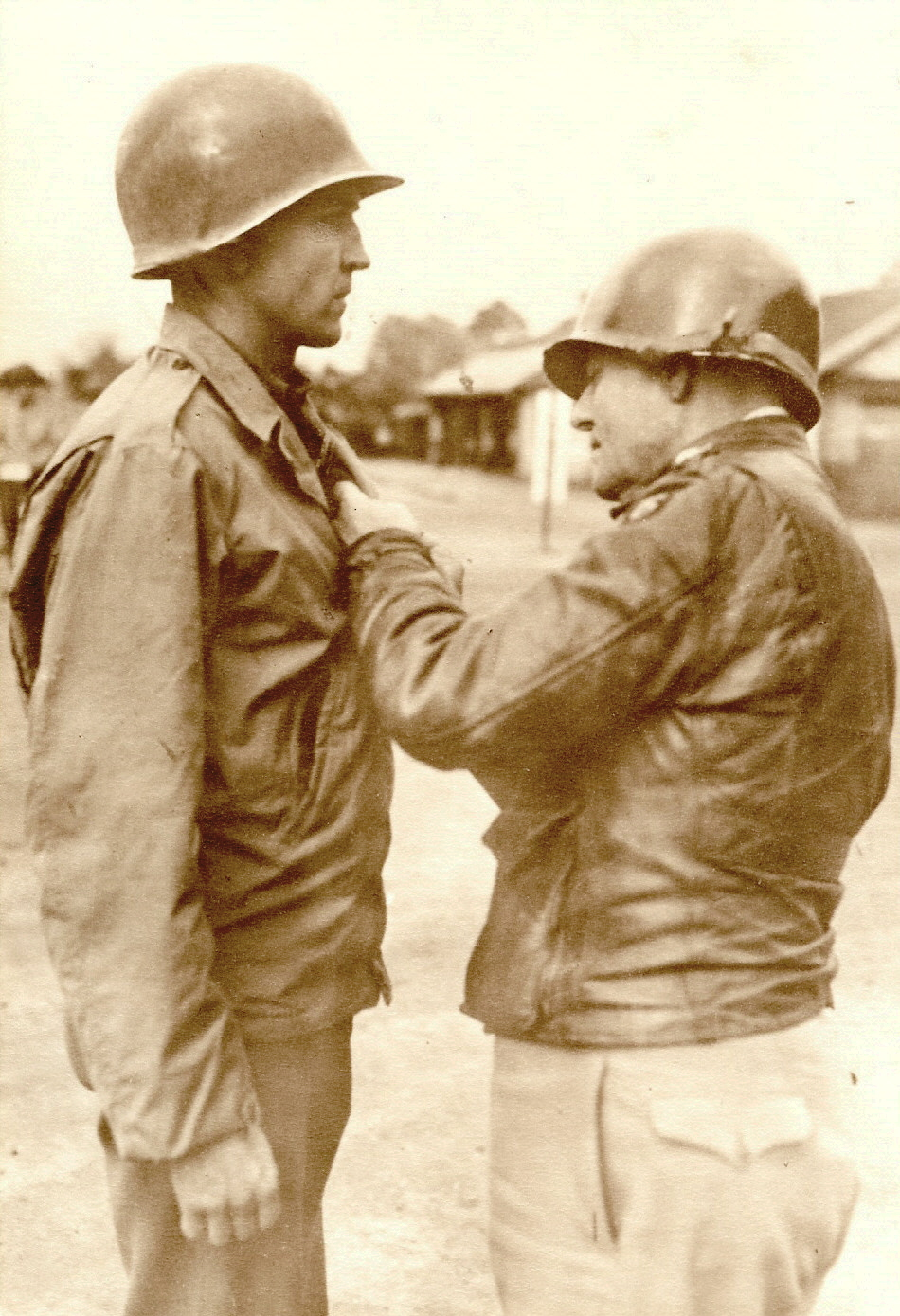
Truscott remettant la Bronze Star au Capitaine Wolfer le 25 oct. 1944.

En janvier 1944, la 3e division d'infanterie est partie à l'assaut d'Anzio au sein du Sixième Corps d'armée lors de l'Opération Shingle. Mais les forces alliées se sont embourbées dès la tête de pont, et Truscott reçoit le commandement du VI Corps, en remplacement du premier commandant, le lieutenant général John P. Lucas, qui fut jugé trop indécis lors de la bataille. Truscott fut remplacé à la tête de 3e division d'infanterie par le major général John W. O'Daniel.
Après Anzio, Truscott a continué à commander le VI Corps combattant dans la botte italienne. Cependant, son commandement a alors été retiré de la ligne de front pour se préparer à l'Opération Dragoon, l'assaut amphibie dans le sud de la France. Le 15 août 1944, le VI Corps a débarqué dans le sud de la France et fait initialement face à une opposition relativement faible.
Le recul rapide de la 19e armée allemande entraîna des gains rapides pour les forces alliées et la force Dragoon rencontra les forces alliés de l'axe sud de l'Opération Overlord à la mi-septembre, près de Dijon.
L'avantage prévu de l'opération Dragoon a été l'utilité du port de Marseille. L'avance rapide des Alliés après l'Opération Cobra et Dragoon ralentit pour être presque à l'arrêt en septembre 1944 en raison d'un manque crucial d'approvisionnement, alors que des milliers de tonnes de fournitures ont été détournés vers le nord-ouest de la France pour compenser les insuffisances des installations portuaires et de transport terrestre dans le nord de l'Europe. Marseille et les chemins de fer du sud de la France furent remis en service en dépit de lourds dégâts au port de Marseille et des lignes principales de chemin de fer. Ils sont devenus une voie d'approvisionnement importante pour l'avance des Alliés en Allemagne, fournissant environ un tiers des besoins alliés.
Le 2 septembre 1944, Truscott est  promu au grade de Lieutenant Général  et en octobre, il est nommé commandant de la nouvellement formée Quinzième armée, qui était en grande partie un commandement administratif et de formation.

### Cinquième armée
Truscott est promu en décembre 1944 au commandement de la 5e armée en Italie, le Lieutenant-général Clark étant nommé commandant du 15e Groupe d'Armées. Truscott a mené la 5e armée à travers le dur hiver de 1944-1945, où un grand nombre de ses formations se trouvaient sur des positions exposées dans les montagnes de l'Italie. Il a ensuite dirigé la 5e armée lors de l'offensive du printemps 1945 aboutissant à la destruction finale des forces allemandes en Italie.

## Après guerre
Truscott a pris le commandement de la 3e armée du général Patton, le 8 octobre 1945 jusqu'en avril 1946. Ce commandement s'occupait du Eastern Military District de la Zone d'occupation américaine en Allemagne, constitué principalement de l'état de Bavière. Lorsque la 7e armée fut désactivée en mars 1946, la 3e Armée de Truscott s'occupa également du Western Military District (les territoires de Wurtemberg-Bade et de la Grande-Hesse).

## Retraite
Après sa retraite, le général Truscott commença à travailler sur son livre Command Missions, qui a été publié en 1954, et The Twilight of the U.S. Cavalry. Le dernier livre a été publié après sa mort par son fils en 1989. Sept mois après la publication de Command Missions, le Congrès a adopté la loi donnant à Truscott une promotion honorifique au grade de Général. 
En 1948-1949, il a passé un an en tant que président du conseil consultatif de l'Armée pour les opérations amphibies à Fort Monroe.
En 1951, Walter Bedell Smith, directeur de la Central Intelligence Agency (CIA), nomma Truscott comme "conseiller spécial au Haut-commissariat des États-Unis" à Francfort, en Allemagne. Cependant, il s'agissait simplement d'une couverture pour sa mission réelle de haut représentant de la CIA en Allemagne. Truscott avait été chargé des opérations secrètes dans cette partie vitale de l'Europe. Cela ne fut connu qu'après la déclassification d'un mémorandum secret en 1994.
En 1953, le président Eisenhower a approuvé la recommandation directeur de la CIA Allen Dulles que le général Truscott soit nommé directeur adjoint à la coordination de la CIA . Cette nomination signifie que Truscott contrôlait alors le réseau, alors en pleine expansion, d'agents de la CIA dans le monde entier. Deux de ses nombreuses réalisations furent le renversement du régime de tendance communiste des gouvernements en Iran et au Guatemala. Truscott quitta la CIA en 1958. Il n'a rien écrit sur son service de la CIA dans les Command Missions, et il n'y a rien au sujet de ses activités de la CIA dans ses papiers à la Bibliothèque George C. Marshall.
Le Général Truscott est décédé le 12 septembre 1965, à Alexandria et enterré au Cimetière national d'Arlington.

## Distinctions
- Distinguished Service Cross
- Army Distinguished Service Medal avec feuilles de Chêne
- Navy Distinguished Service Medal
- Legion of Merit
- Purple Heart